# Toshihisa Kuzuhara
Toshihisa Kuzuhara (葛原稔永?, Kuzuhara Toshihisa; Tokushima, 23 maggio 1980) è un pilota motociclistico giapponese.
Anche suo fratello, Hiroaki Kuzuhara, corre come pilota professionista.

## Carriera
Il suo esordio nel motomondiale è avvenuto nel 2001, correndo in qualità di wild card il Gran Premio del Pacifico svoltosi in Giappone. Dopo aver partecipato alle stesse condizioni anche negli anni successivi. Nel 2004 disputa  le due gare in territorio asiatico nella 125 conquistando i primi punti iridati. La stagione successiva gareggia per l'intera annata, nella classe 125 in sella ad una Honda del team Angaia Racing, giungendo al 21º posto assoluto in classifica. L'apparizione più recente nel motomondiale risale al 2006 quando prende parte al Gran Premio del Giappone con una RS 125 R del team S-Way classificandosi trentesimo.

## Risultati nel motomondiale
| 2001 | Classe | Moto  |  |  |  |  |  |  |  |  |  |  |  |  |    |  |  |  |  | Punti | Pos. |
| ---- | ------ | ----- |  |  |  |  |  |  |  |  |  |  |  |  | -- |  |  |  |  | ----- | ---- |
| 2001 | 125    | Honda |  |  |  |  |  |  |  |  |  |  |  |  | 18 |  |  |  |  | 0     |      |

| 2002 | Classe | Moto  |     |  |  |  |  |  |  |  |  |  |  |  |     |  |  |  |  | Punti | Pos. |
| ---- | ------ | ----- | --- |  |  |  |  |  |  |  |  |  |  |  | --- |  |  |  |  | ----- | ---- |
| 2002 | 125    | Honda | Rit |  |  |  |  |  |  |  |  |  |  |  | Rit |  |  |  |  | 0     |      |

| 2003 | Classe | Moto  |    |  |  |  |  |  |  |  |  |  |  |  |     |  |  |  |  | Punti | Pos. |
| ---- | ------ | ----- | -- |  |  |  |  |  |  |  |  |  |  |  | --- |  |  |  |  | ----- | ---- |
| 2003 | 125    | Honda | 20 |  |  |  |  |  |  |  |  |  |  |  | Rit |  |  |  |  | 0     |      |

| 2004 | Classe | Moto  |  |  |  |  |  |  |  |  |  |  |  |    |  |    |  |  |  | Punti | Pos. |
| ---- | ------ | ----- |  |  |  |  |  |  |  |  |  |  |  | -- |  | -- |  |  |  | ----- | ---- |
| 2004 | 125    | Honda |  |  |  |  |  |  |  |  |  |  |  | 10 |  | 15 |  |  |  | 7     | 28º  |

| 2005 | Classe | Moto  |     |    |    |    |   |    |     |    |    |     |    |    |     |    |    |  |  | Punti | Pos. |
| ---- | ------ | ----- | --- | -- | -- | -- | - | -- | --- | -- | -- | --- | -- | -- | --- | -- | -- |  |  | ----- | ---- |
| 2005 | 125    | Honda | Rit | 14 | 16 | NP | 9 | 21 | Rit | NE | 10 | Rit | NP | 14 | Rit | 27 | 21 |  |  | 17    | 21º  |

| 2006 | Classe | Moto  |  |  |  |  |  |  |  |  |  |  |    |  |  |  |    |  |  | Punti | Pos. |
| ---- | ------ | ----- |  |  |  |  |  |  |  |  |  |  | -- |  |  |  | -- |  |  | ----- | ---- |
| 2006 | 125    | Honda |  |  |  |  |  |  |  |  |  |  | NE |  |  |  | 30 |  |  | 0     |      |

| Legenda | 1º posto        | 2º posto            | 3º posto            | A punti      | Senza punti        | Grassetto – Pole position Corsivo – Giro più veloce |
| Legenda | Gara non valida | Non qual./Non part. | Ritirato/Non class. | Squalificato | '-' Dato non disp. | Grassetto – Pole position Corsivo – Giro più veloce |